# Vòng loại Giải vô địch bóng đá thế giới 2022 – Khu vực Bắc, Trung Mỹ và Caribe (Vòng 3)
Dưới đây là chi tiết của Vòng 3 trong khuôn khổ vòng loại giải vô địch bóng đá thế giới 2022 khu vực Bắc, Trung Mỹ và Caribe diễn ra từ tháng 9 năm 2021 đến tháng 3 năm 2022.

## Thể thức
Tổng cộng có 8 đội (5 đội xếp hạng 1–5 trong bảng xếp hạng FIFA và 3 đội thắng ở vòng 2) giành quyền tham dự, thi đấu vòng tròn 2 lượt tính điểm, chọn ra 3 đội đứng đầu giành quyền tham dự vòng chung kết, trong khi đó đội xếp thứ tư giành quyền tham dự vòng play-off liên lục địa.

## Lịch thi đấu
Vòng 3 ban đầu bắt đầu diễn ra vào tháng 6 năm 2021, nhưng phải dời sang tháng 9 cùng năm do đại dịch COVID-19. Lịch thi đấu chính thức được thông báo vào ngày 16 tháng 6 năm 2021.
| Lượt đấu    | Ngày                 | Trận                       | Ngày gốc          |
| ----------- | -------------------- | -------------------------- | ----------------- |
| Lượt đấu 1  | 2 tháng 9 năm 2021   | 1 v 2, 3 v 4, 5 v 6, 7 v 8 | tháng 6 năm 2021  |
| Lượt đấu 2  | 5 tháng 9 năm 2021   | 4 v 1, 3 v 2, 6 v 7, 8 v 5 | tháng 6 năm 2021  |
| Lượt đấu 3  | 8 tháng 9 năm 2021   | 1 v 3, 2 v 4, 5 v 7, 6 v 8 | tháng 6 năm 2021  |
| Lượt đấu 4  | 7 tháng 10 năm 2021  | 7 v 1, 2 v 6, 3 v 5, 4 v 8 | tháng 6 năm 2021  |
| Lượt đấu 5  | 10 tháng 10 năm 2021 | 8 v 1, 7 v 2, 6 v 3, 5 v 4 | tháng 9 năm 2021  |
| Lượt đấu 6  | 13 tháng 10 năm 2021 | 1 v 5, 2 v 8, 3 v 7, 4 v 6 | tháng 9 năm 2021  |
| Lượt đấu 7  | 12 tháng 11 năm 2021 | 1 v 6, 2 v 5, 3 v 8, 4 v 7 | tháng 10 năm 2021 |
| Lượt đấu 8  | 16 tháng 11 năm 2021 | 1 v 7, 6 v 2, 5 v 3, 8 v 4 | tháng 10 năm 2021 |
| Lượt đấu 9  | 27 tháng 1 năm 2022  | 2 v 1, 4 v 3, 6 v 5, 8 v 7 | tháng 11 năm 2021 |
| Lượt đấu 10 | 30 tháng 1 năm 2022  | 1 v 4, 2 v 3, 7 v 6, 5 v 8 | tháng 11 năm 2021 |
| Lượt đấu 11 | 2 tháng 2 năm 2022   | 3 v 1, 4 v 2, 7 v 5, 8 v 6 | tháng 1 năm 2022  |
| Lượt đấu 12 | 24 tháng 3 năm 2022  | 6 v 1, 5 v 2, 8 v 3, 7 v 4 | tháng 1 năm 2022  |
| Lượt đấu 13 | 27 tháng 3 năm 2022  | 1 v 8, 2 v 7, 3 v 6, 4 v 5 | tháng 3 năm 2022  |
| Lượt đấu 14 | 30 tháng 3 năm 2022  | 5 v 1, 8 v 2, 7 v 3, 6 v 4 | tháng 3 năm 2022  |

## Các đội giành quyền tham dự
Dưới đây là danh sách 8 đội giành quyền tham dự vòng đấu này (trong ngoặc là thứ hạng FIFA công bố vào tháng 7 năm 2020).
| Các đội vào thẳng vòng 3                                                          | Các đội thắng ở vòng 2                            |
| --------------------------------------------------------------------------------- | ------------------------------------------------- |
| 1. México (11) 2. Hoa Kỳ (22) 3. Costa Rica (46) 4. Jamaica (48) 5. Honduras (62) | 1. El Salvador (69) 2. Canada (70) 3. Panama (78) |

## Bốc thăm
Lễ bốc thăm cho toàn bộ vòng loại khu vực CONCACAF đồng loạt diễn ra vào ngày 19 tháng 8 năm 2020, lúc 19:00 CEST (UTC+2), tại trụ sở FIFA ở Zürich, Thụy Sĩ.
| Số | Đội         |
| -- | ----------- |
| 1  | Canada      |
| 2  | Honduras    |
| 3  | El Salvador |
| 4  | Hoa Kỳ      |
| 5  | Panama      |
| 6  | Costa Rica  |
| 7  | México      |
| 8  | Jamaica     |

1. 1 2 3  Đội thắng ở vòng 2, danh tính chưa được xác định tại thời điểm bốc thăm.

## Bảng xếp hạng
| VT | Đội         | ST | T | H | B  | BT | BB | HS  | Đ  | Giành quyền tham dự        |     | Canada | México | Hoa Kỳ | Costa Rica | Panama | Jamaica | El Salvador | Honduras |
| -- | ----------- | -- | - | - | -- | -- | -- | --- | -- | -------------------------- | --- | ------ | ------ | ------ | ---------- | ------ | ------- | ----------- | -------- |
| 1  | Canada      | 14 | 8 | 4 | 2  | 23 | 7  | +16 | 28 | FIFA World Cup 2022        |     |        | 2–1    | 2–0    | 1–0        | 4–1    | 4–0     | 3–0         | 1–1      |
| 2  | México      | 14 | 8 | 4 | 2  | 17 | 8  | +9  | 28 | FIFA World Cup 2022        |     | 1–1    |        | 0–0    | 0–0        | 1–0    | 2–1     | 2–0         | 3–0      |
| 3  | Hoa Kỳ      | 14 | 7 | 4 | 3  | 21 | 10 | +11 | 25 | FIFA World Cup 2022        |     | 1–1    | 2–0    |        | 2–1        | 5–1    | 2–0     | 1–0         | 3–0      |
| 4  | Costa Rica  | 14 | 7 | 4 | 3  | 13 | 8  | +5  | 25 | Vòng play-off liên lục địa |     | 1–0    | 0–1    | 2–0    |            | 1–0    | 1–1     | 2–1         | 2–1      |
| 5  | Panama      | 14 | 6 | 3 | 5  | 17 | 19 | −2  | 21 |                            |     | 1–0    | 1–1    | 1–0    | 0–0        |        | 3–2     | 2–1         | 1–1      |
| 6  | Jamaica     | 14 | 2 | 5 | 7  | 12 | 22 | −10 | 11 |                            | 0–0 | 1–2    | 1–1    | 0–1    | 0–3        |        | 1–1     | 2–1         |          |
| 7  | El Salvador | 14 | 2 | 4 | 8  | 8  | 18 | −10 | 10 |                            | 0–2 | 0–2    | 0–0    | 1–2    | 1–0        | 1–1    |         | 0–0         |          |
| 8  | Honduras    | 14 | 0 | 4 | 10 | 7  | 26 | −19 | 4  |                            | 0–2 | 0–1    | 1–4    | 0–0    | 2–3        | 0–2    | 0–2     |             |          |

## Các trận đấu

### Lượt đấu 1
| Canada              | 1–1                             | Honduras               |
| ------------------- | ------------------------------- | ---------------------- |
| - Larin 66' (ph.đ.) | Report (FIFA) Report (CONCACAF) | - A. López 40' (ph.đ.) |

| Panama | 0–0                             | Costa Rica |
| ------ | ------------------------------- | ---------- |
|        | Report (FIFA) Report (CONCACAF) |            |

| México                  | 2–1                             | Jamaica         |
| ----------------------- | ------------------------------- | --------------- |
| - Vega 50' - Martín 89' | Report (FIFA) Report (CONCACAF) | - Nicholson 65' |

| El Salvador | 0–0                             | Hoa Kỳ |
| ----------- | ------------------------------- | ------ |
|             | Report (FIFA) Report (CONCACAF) |        |

### Lượt đấu 2
| Jamaica | 0–3                             | Panama                                       |
| ------- | ------------------------------- | -------------------------------------------- |
|         | Report (FIFA) Report (CONCACAF) | - Andrade 14' - Blackburn 39' - Waterman 81' |

| El Salvador | 0–0                             | Honduras |
| ----------- | ------------------------------- | -------- |
|             | Report (FIFA) Report (CONCACAF) |          |

| Costa Rica | 0–1                             | México               |
| ---------- | ------------------------------- | -------------------- |
|            | Report (FIFA) Report (CONCACAF) | Pineda 45+1' (ph.đ.) |

| Hoa Kỳ         | 1–1                             | Canada      |
| -------------- | ------------------------------- | ----------- |
| - Aaronson 55' | Report (FIFA) Report (CONCACAF) | - Larin 62' |

### Lượt đấu 3
| Canada                                     | 3–0                             | El Salvador |
| ------------------------------------------ | ------------------------------- | ----------- |
| - Hutchinson 6' - David 11' - Buchanan 59' | Report (FIFA) Report (CONCACAF) |             |

| Panama          | 1–1                             | México       |
| --------------- | ------------------------------- | ------------ |
| - Blackburn 28' | Report (FIFA) Report (CONCACAF) | - Corona 76' |

| Costa Rica | 1–1                             | Jamaica         |
| ---------- | ------------------------------- | --------------- |
| - Marín 3' | Report (FIFA) Report (CONCACAF) | - Nicholson 47' |

| Honduras   | 1–4                             | Hoa Kỳ                                                   |
| ---------- | ------------------------------- | -------------------------------------------------------- |
| - Moya 27' | Report (FIFA) Report (CONCACAF) | - Robinson 48' - Pepi 75' - Aaronson 86' - Lletget 90+3' |

### Lượt đấu 4
| Hoa Kỳ        | 2–0                             | Jamaica |
| ------------- | ------------------------------- | ------- |
| Pepi 49', 62' | Report (FIFA) Report (CONCACAF) |         |

| Honduras | 0–0                             | Costa Rica |
| -------- | ------------------------------- | ---------- |
|          | Report (FIFA) Report (CONCACAF) |            |

| México      | 1–1                             | Canada     |
| ----------- | ------------------------------- | ---------- |
| Sánchez 21' | Report (FIFA) Report (CONCACAF) | Osorio 42' |

| El Salvador   | 1–0                             | Panama |
| ------------- | ------------------------------- | ------ |
| Hernández 37' | Report (FIFA) Report (CONCACAF) |        |

### Lượt đấu 5
| Jamaica | 0–0                             | Canada |
| ------- | ------------------------------- | ------ |
|         | Report (FIFA) Report (CONCACAF) |        |

| Costa Rica                      | 2–1                             | El Salvador   |
| ------------------------------- | ------------------------------- | ------------- |
| - Ruiz 52' - Borges 58' (ph.đ.) | Report (FIFA) Report (CONCACAF) | Henríquez 12' |

| Panama      | 1–0                             | Hoa Kỳ |
| ----------- | ------------------------------- | ------ |
| - Godoy 54' | Report (FIFA) Report (CONCACAF) |        |

| México                                      | 3–0                             | Honduras |
| ------------------------------------------- | ------------------------------- | -------- |
| - Córdova 18' - Funes Mori 76' - Lozano 86' | Report (FIFA) Report (CONCACAF) |          |

### Lượt đấu 6
| Hoa Kỳ                          | 2–1                             | Costa Rica  |
| ------------------------------- | ------------------------------- | ----------- |
| - Dest 25' - Moreira 66' (l.n.) | Report (FIFA) Report (CONCACAF) | - Fuller 1' |

| Canada                                                       | 4–1                             | Panama         |
| ------------------------------------------------------------ | ------------------------------- | -------------- |
| - Murillo 28' (l.n.) - Davies 66' - Buchanan 71' - David 78' | Report (FIFA) Report (CONCACAF) | - Blackburn 5' |

| Honduras | 0–2                             | Jamaica                  |
| -------- | ------------------------------- | ------------------------ |
|          | Report (FIFA) Report (CONCACAF) | - Roofe 38' - Fisher 79' |

| El Salvador | 0–2                             | México                               |
| ----------- | ------------------------------- | ------------------------------------ |
|             | Report (FIFA) Report (CONCACAF) | - Moreno 30' - Jiménez 90+3' (ph.đ.) |

### Lượt đấu 7
| Honduras              | 2–3      | Panama                                 |
| --------------------- | -------- | -------------------------------------- |
| - Elis 30' - Moya 59' | Chi tiết | - Waterman 77' - Yanis 81' - Davis 85' |

| El Salvador  | 1–1                             | Jamaica       |
| ------------ | ------------------------------- | ------------- |
| - Roldan 90' | Report (FIFA) Report (CONCACAF) | - Antonio 82' |

| Canada      | 1–0      | Costa Rica |
| ----------- | -------- | ---------- |
| - David 57' | Chi tiết |            |

| Hoa Kỳ                       | 2–0      | México |
| ---------------------------- | -------- | ------ |
| - Pulisic 74' - McKennie 85' | Chi tiết |        |

### Lượt đấu 8
| Jamaica       | 1–1                             | Hoa Kỳ     |
| ------------- | ------------------------------- | ---------- |
| - Antonio 22' | Report (FIFA) Report (CONCACAF) | - Weah 11' |

| Costa Rica                         | 2–1                             | Honduras     |
| ---------------------------------- | ------------------------------- | ------------ |
| - Duarte 20' - Gerson Torres 90+5' | Report (FIFA) Report (CONCACAF) | - Quioto 35' |

| Panama                       | 2–1                             | El Salvador    |
| ---------------------------- | ------------------------------- | -------------- |
| - Waterman 50' - Góndola 52' | Report (FIFA) Report (CONCACAF) | - Henríquez 1' |

| Canada             | 2–1                             | México        |
| ------------------ | ------------------------------- | ------------- |
| - Larin 45+2', 52' | Report (FIFA) Report (CONCACAF) | - Herrera 90' |

### Lượt đấu 9
| Hoa Kỳ          | 1–0                             | El Salvador |
| --------------- | ------------------------------- | ----------- |
| A. Robinson 52' | Report (FIFA) Report (CONCACAF) | 20.000      |

| Jamaica     | 1–2                             | México                  |
| ----------- | ------------------------------- | ----------------------- |
| Johnson 50' | Report (FIFA) Report (CONCACAF) | - Martín 81' - Vega 83' |

| Honduras | 0–2                             | Canada                             |
| -------- | ------------------------------- | ---------------------------------- |
|          | Report (FIFA) Report (CONCACAF) | - Maldonado 10' (l.n.) - David 73' |

| Costa Rica | 1–0                             | Panama |
| ---------- | ------------------------------- | ------ |
| - Ruiz 65' | Report (FIFA) Report (CONCACAF) |        |

### Lượt đấu 10
| Canada                      | 2–0                             | Hoa Kỳ |
| --------------------------- | ------------------------------- | ------ |
| - Larin 7' - Adekugbe 90+5' | Report (FIFA) Report (CONCACAF) |        |

| Panama                                      | 3–2                             | Jamaica                         |
| ------------------------------------------- | ------------------------------- | ------------------------------- |
| - Brown 43' (l.n.) - Davis 51' - Ariano 69' | Report (FIFA) Report (CONCACAF) | - Antonio 5' (ph.đ.) - Gray 87' |

| México | 0–0                             | Costa Rica |
| ------ | ------------------------------- | ---------- |
|        | Report (FIFA) Report (CONCACAF) |            |

| Honduras | 0–2                             | El Salvador                 |
| -------- | ------------------------------- | --------------------------- |
|          | Report (FIFA) Report (CONCACAF) | - Bonilla 35' - Cerén 90+2' |

### Lượt đấu 11
| Jamaica | 0–1                             | Costa Rica   |
| ------- | ------------------------------- | ------------ |
|         | Report (FIFA) Report (CONCACAF) | Campbell 62' |

| Hoa Kỳ                                      | 3–0                             | Honduras |
| ------------------------------------------- | ------------------------------- | -------- |
| - McKennie 8' - Zimmerman 37' - Pulisic 67' | Report (FIFA) Report (CONCACAF) |          |

| El Salvador | 0–2                             | Canada                         |
| ----------- | ------------------------------- | ------------------------------ |
|             | Report (FIFA) Report (CONCACAF) | - Hutchinson 66' - David 90+3' |

| México              | 1–0                             | Panama |
| ------------------- | ------------------------------- | ------ |
| Jiménez 80' (ph.đ.) | Report (FIFA) Report (CONCACAF) |        |

### Lượt đấu 12
| Jamaica    | 1–1                             | El Salvador    |
| ---------- | ------------------------------- | -------------- |
| - Gray 72' | Report (FIFA) Report (CONCACAF) | - Zavaleta 21' |

| Panama          | 1–1                             | Honduras       |
| --------------- | ------------------------------- | -------------- |
| - Blackburn 23' | Report (FIFA) Report (CONCACAF) | - K. López 65' |

| México | 0–0                             | Hoa Kỳ |
| ------ | ------------------------------- | ------ |
|        | Report (FIFA) Report (CONCACAF) |        |

| Costa Rica     | 1–0                             | Canada |
| -------------- | ------------------------------- | ------ |
| - Borges 45+1' | Report (FIFA) Report (CONCACAF) |        |

### Lượt đấu 13
| Canada                                                         | 4–0                             | Jamaica |
| -------------------------------------------------------------- | ------------------------------- | ------- |
| - Larin 13' - Buchanan 44' - Hoilett 83' - Mariappa 88' (l.n.) | Report (FIFA) Report (CONCACAF) |         |

| El Salvador | 1–2                             | Costa Rica                       |
| ----------- | ------------------------------- | -------------------------------- |
| Gil 31'     | Report (FIFA) Report (CONCACAF) | - Contreras 30' - Campbell 45+1' |

| Hoa Kỳ                                                                 | 5–1                             | Panama    |
| ---------------------------------------------------------------------- | ------------------------------- | --------- |
| - Pulisic 17' (ph.đ.), 45+4' (ph.đ.), 65' - Arriola 23' - Ferreira 27' | Report (FIFA) Report (CONCACAF) | Godoy 86' |

| Honduras | 0–1                             | México      |
| -------- | ------------------------------- | ----------- |
|          | Report (FIFA) Report (CONCACAF) | Álvarez 70' |

### Lượt đấu 14
| Panama     | 1–0                             | Canada |
| ---------- | ------------------------------- | ------ |
| Torres 49' | Report (FIFA) Report (CONCACAF) |        |

| Jamaica                               | 2–1                             | Honduras           |
| ------------------------------------- | ------------------------------- | ------------------ |
| - Bailey 39' (ph.đ.) - Morrison 45+2' | Report (FIFA) Report (CONCACAF) | Tejeda 18' (ph.đ.) |

| México                             | 2–0                             | El Salvador |
| ---------------------------------- | ------------------------------- | ----------- |
| - Antuna 17' - Jiménez 43' (ph.đ.) | Report (FIFA) Report (CONCACAF) |             |

| Costa Rica                   | 2–0                             | Hoa Kỳ |
| ---------------------------- | ------------------------------- | ------ |
| - Vargas 51' - Contreras 59' | Report (FIFA) Report (CONCACAF) |        |

## Danh sách cầu thủ ghi bàn
Đã có 118 bàn thắng ghi được trong 56 trận đấu, trung bình 2.11 bàn thắng mỗi trận đấu.
6 bàn thắng
- Cyle Larin

5 bàn thắng
- Jonathan David
- Christian Pulisic

4 bàn thắng
- Rolando Blackburn

3 bàn thắng
- Tajon Buchanan
- Michail Antonio
- Raúl Jiménez
- Cecilio Waterman
- Ricardo Pepi

2 bàn thắng
- Atiba Hutchinson
- Celso Borges
- Joel Campbell
- Anthony Contreras
- Bryan Ruiz
- Jairo Henríquez
- Brayan Moya
- Andre Grey
- Shamar Nicholson
- Henry Martín
- Alexis Vega
- Eric Davis
- Aníbal Godoy
- Brenden Aaronson
- Weston McKennie
- Antonee Robinson

1 bàn thắng
- Sam Adekugbe
- Alphonso Davies
- Junior Hoilett
- Jonathan Osorio
- Óscar Duarte
- Keysher Fuller
- Jimmy Marín
- Gerson Torres
- Juan Pablo Vargas
- Nelson Bonilla
- Darwin Cerén
- Cristian Gil
- Enrico Hernández
- Alex Roldan
- Eriq Zavaleta
- Alberth Elis
- Alexander López
- Kevin López
- Romell Quioto
- Ángel Tejeda
- Leon Bailey
- Oniel Fisher
- Daniel Johnson
- Ravel Morrison
- Kemar Roofe
- Edson Álvarez
- Uriel Antuna
- Sebastián Córdova
- Jesús Corona
- Rogelio Funes Mori
- Héctor Herrera
- Hirving Lozano
- Héctor Moreno
- Orbelín Pineda
- Jorge Sánchez
- Andrés Andrade
- Azmahar Ariano
- Freddy Góndola
- Gabriel Torres
- César Yanis
- Paul Arriola
- Sergiño Dest
- Jesús Ferreira
- Sebastian Lletget
- Timothy Weah
- Walker Zimmerman

1 bàn phản lưới nhà
- Leonel Moreira (trong trận gặp Hoa Kỳ)
- Denil Maldonado (trong trận gặp Canada)
- Javain Brown (trong trận gặp Panama)
- Adrian Mariappa (trong trận gặp Canada)
- Michael Murillo (trong trận gặp Canada)